# Eraines
Eraines ist eine französische Gemeinde mit 286 Einwohnern (Stand: 1. Januar 2022) im Département Calvados in der Region Normandie. Sie gehört zum Arrondissement Caen und zum Kanton Falaise. Die Bewohner werden als Erainais bezeichnet.

## Geografie
Umgeben wird Eraines von Versainville in nordwestlicher und nördlicher Richtung, Damblainville im Nordosten und Osten, Villy-lez-Falaise im Südosten, La Hoguette im Süden sowie Falaise, von dem es gut 3 km entfernt ist, im Südwesten und Westen.

## Bevölkerungsentwicklung
| Jahr                             | 1793 | 1836 | 1876 | 1926 | 1946 | 1968 | 1990 | 2016 |
| Einwohner                        | 310  | 318  | 246  | 190  | 181  | 121  | 172  | 345  |
| Quelle: Cassini, EHESS und INSEE |      |      |      |      |      |      |      |      |

## Sehenswürdigkeiten

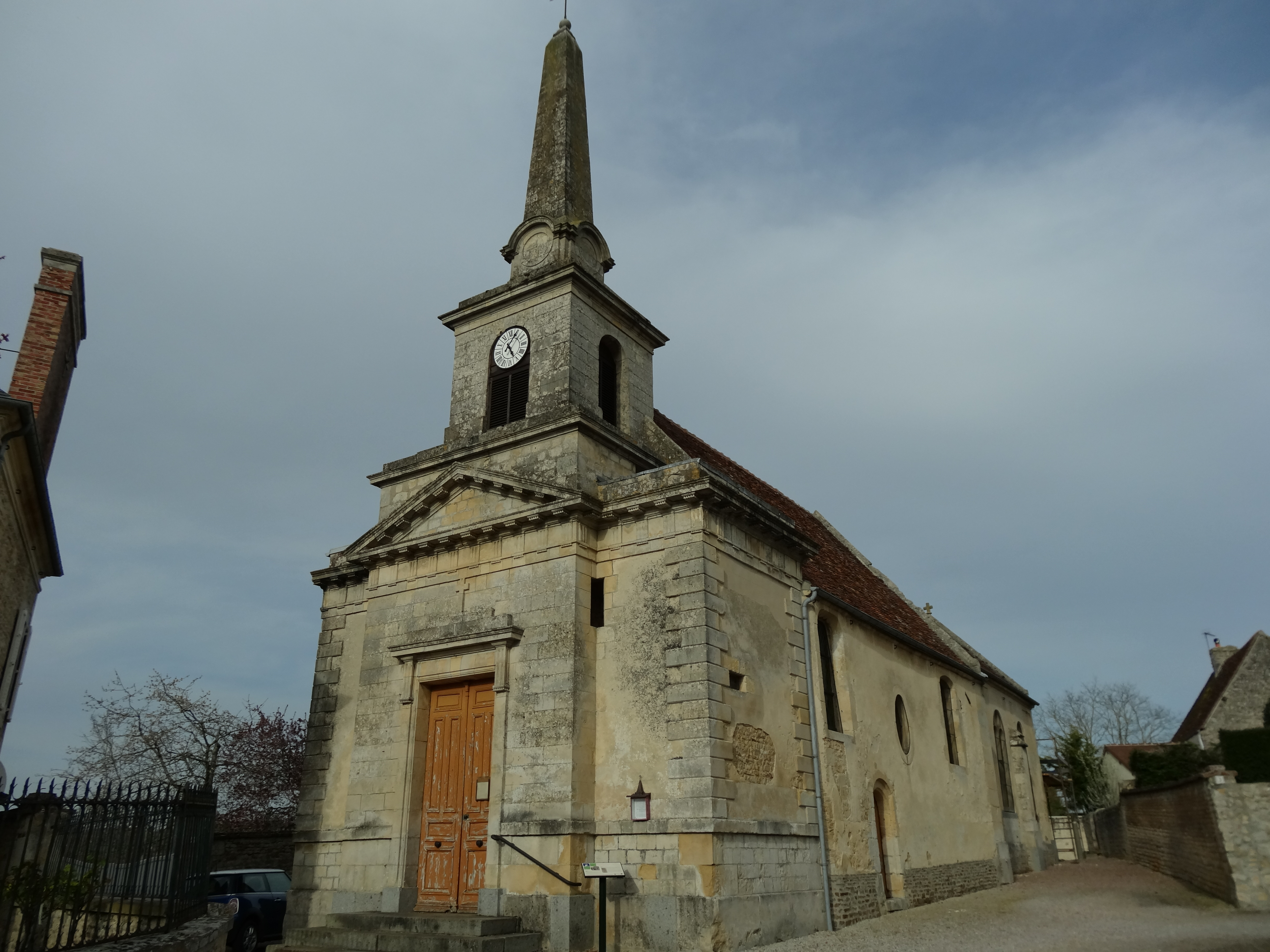
Kirche Saint-Rieul

- Kirche Saint-Rieul aus dem 11. Jahrhundert, beinhaltet mehrere Objekte, die als Monument historique klassifiziert sind
- Landhaus aus dem 18. Jahrhundert